# Hagop Kevorkian
Hagop Kevorkian (armenisch Հակոբ Կևորկյան; * 1872 in Kayseri, Osmanisches Reich; † 11. Februar 1962 in Paris) war ein US-amerikanischer Kunstsammler und Mäzen türkisch-armenischer Herkunft.
Er besuchte das Robert College in Istanbul und übersiedelte Ende des 19. Jahrhunderts nach New York. Dort sammelte er Kunstwerke aus dem Orient und verbreitete das Wissen in den Vereinigten Staaten über das antike und mittelalterliche Armenien, Assyrien, Persien und die Türkei.
Anfang des 20. Jahrhunderts führte Kevorkian Ausgrabungen durch, 1903 in Sultanabad im Iran und 1907 in der antiken und mittelalterlichen Ruinenstadt Rey (ehem. Hauptstadt des Iran). Die ausgegrabene Artefakte wurden 1911 in London und 1914 in New York ausgestellt. In den 1920er Jahren stellte die Anderson Gallery, New York, Lacktüren und Kachelmosaiken aus Isfahan sowie Bücher, Gemälde, Teppiche und Keramiken aus. In den 1930er Jahren unternahm Kevorkian Ausgrabungsexpeditionen mit Unterstützung der University of Pennsylvania.

## Sammlungen
1929 ersteigerte Kevorkian das Mogul-Album, welches Kalligraphien und Gemälde umfasst und später unter dem Namen Kevorkian-Album bekannt wurde. Teile des Albums befinden sich gegenwärtig in Washington, D.C. und in der Kevorkian-Galerie der Islamischen Abteilung des Metropolitan Museum of Art (New York City).

## Ehrungen
Die von Kevorkian gegründete Stiftung richtete die Kevorkian-Professur an der Columbia University in New York ein, die heute mit dem Iranwissenschaftler Hamid Dabashi besetzt ist.
An der New York University umfasst das Hagop Kevorkian-Zentrum das Institut für den Mittleren Osten und eine Bibliothek.